# Erasmoneura caerula
Erasmoneura caerula är en insektsart som först beskrevs av Beamer 1937.  Erasmoneura caerula ingår i släktet Erasmoneura och familjen dvärgstritar. Inga underarter finns listade i Catalogue of Life.